# 吉米·迪金森
吉米·迪金森（英語：Jimmy Dickinson，1925年4月25日—1982年11月8日），英国男子足球运动员。他曾代表英格兰代表队参加1950年和1954年国际足联世界杯，其中1950年世界杯止步小组赛阶段，1954年世界杯止步八强。